# Anthomyia lobata
Anthomyia lobata este o specie de muște din genul Anthomyia, familia Anthomyiidae. A fost descrisă pentru prima dată de Karl în anul 1943.
Este endemică în Poland. Conform Catalogue of Life specia Anthomyia lobata nu are subspecii cunoscute.